# Drávakeresztúr, Baranya
Drávakeresztúr (în croată Križevci) este un sat în districtul Sellye, județul Baranya, Ungaria, având o populație de 116 locuitori (2011).

## Demografie
Componența etnică a satului Drávakeresztúr
     Maghiari (62,82%)
     Croați (26,28%)
     Romi (10,9%)
Componența confesională a satului Drávakeresztúr
     Romano-catolici (71,55%)
     Fără religie (9,48%)
     Necunoscută (18,97%)
Conform recensământului din 2011, satul Drávakeresztúr avea 116 locuitori. Din punct de vedere etnic, majoritatea locuitorilor (62,82%) erau maghiari, existând și minorități de croați (26,28%) și romi (10,9%).  Din punct de vedere confesional, majoritatea locuitorilor (71,55%) erau romano-catolici, cu o minoritate de persoane fără religie (9,48%). Pentru 18,97% din locuitori nu este cunoscută apartenența confesională.